# Live at the Wiltern
Live at the Wiltern è il primo album dal vivo del gruppo musicale britannico Florence and the Machine, pubblicato il 28 giugno 2011 dalla Island Records in esclusiva per il servizio iTunes.
Il disco è stato successivamente rimosso dalla piattaforma, ma nessuna spiegazione volta a giustificare tale scelta è stata mai data.

## Tracce
1. Howl – 4:53 (Florence Welch, Paul Epworth)
2. Drumming Song – 5:40 (Florence Welch, James Ford, Crispin Hunt)
3. My Boy Builds Coffins – 4:02 (Florence Welch, Christopher Lloyd, Rob Ackroyd)
4. Cosmic Love – 4:41 (Florence Welch, Isabella Summers)
5. Blinding – 10:13 (Florence Welch, Paul Epworth)
6. Ghosts – 4:08 (Florence Welch, Isabella Summers)
7. Hurricane Drunk – 4:01 (Florence Welch, Eg White)
8. Between Two Lungs – 4:59 (Florence Welch, Isabella Summers)
9. You've Got the Love – 5:29 (John Bellamy, Arnecia Michelle Harris, Anthony B. Stephens)
10. Strangeness and Charm – 6:23 (Florence Welch, Paul Epworth)
11. Rabbit Heart (Raise It Up) – 6:49 (Florence Welch, Paul Epworth)
12. Heavy Intro – 1:50 (Florence Welch, Paul Epworth)
13. Heavy In Your Arms – 3:55 (Florence Welch, Paul Epworth)
14. Kiss with a Fist – 6:40 (Florence Welch, Matt Alchin)
15. Dog Days Are Over – 8:14 (Florence Welch, Isabella Summers)